# 王用中 (嘉靖進士)
王用中（1523年—？），字汝一，號鑑泉。山西大同府大同縣人，明朝政治人物。

## 生平
癸卯科（1543年）山西鄉試第二名舉人。嘉靖三十五年（1556年）中式丙辰科三甲第六十三名進士。刑部观政，授山东平原县知县，三十八年升户部主事，致仕。

## 家族
曾祖王祥；祖父王達，鳴賛進階登仕佐郎；父王尚德，歲貢生。母張氏。兄用宾（知县）、弟用予。
子王恂、王愫。